# Catamenia homochroa
El semillero paramero (en Perú, Ecuador y Venezuela) (Catamenia homochroa), también denominado chisga de páramo o semillero de páramo (en Colombia) o semillero de las alturas (en Venezuela), es una especie de ave paseriforme de la familia Thraupidae perteneciente al género Catamenia. Es nativo de América del Sur en regiones andinas del noroeste y oeste y en los tepuyes del escudo guayanés.

## Distribución y hábitat
Se distribuye a lo largo de la cordillera de los Andes y adyacencias desde el oeste de Venezuela y noreste de Colombia, hacia el sur por Ecuador y Perú, hasta el oeste de Bolivia; y en la región de los tepuyes del sur y este de Venezuela y extremo norte de Brasil.
Esta especie es considerada rara a poco común en sus hábitats naturales: los arbustales en los bordes de selvas montanas, casi siempre cerca de la línea de árboles y casi nunca en área de pastizales más abiertas, principalmente entre 2400 y 3600 m de altitud.

## Sistemática

### Descripción original
La especie C. homochroa fue descrita por primera vez por el zoólogo británico Philip Lutley Sclater en 1858 bajo el mismo nombre científico; su localidad tipo es: « Matos, cerca de 15 millas [c. 24 km] al norte de Riobamba, Ecuador.»

### Etimología
El nombre genérico femenino Catamenia deriva del griego «katamēnia» que significa ‘menstrual’, en referencia a las subcaudales rojizas de estas especies; y el nombre de la especie «homochroa» proviene del griego «homokhrous» que significa ‘uniforme’, ‘de un solo color’.

### Taxonomía
Los amplios estudios filogenéticos recientes demuestran que la presente especie es hermana de Catamenia inornata y el par formado por ambas es hermano de C. analis.

### Subespecies
Según las clasificaciones del Congreso Ornitológico Internacional (IOC) y Clements Checklist/eBird v.2019 se reconocen tres subespecies, con su correspondiente distribución geográfica:
- Catamenia homochroa oreophila Todd, 1913 – Sierra Nevada de Santa Marta, noreste de Colombia.
- Catamenia homochroa homochroa P.L. Sclater, 1859 – Andes desde el oeste de Venezuela, por Colombia, Ecuador, Perú hasta el norte de Bolivia.
- Catamenia homochroa duncani (Chubb), 1921 – tepuyes del sur de Venezuela (Bolívar y Amazonas) y extremo norte de Brasil.